# AMD Am9080

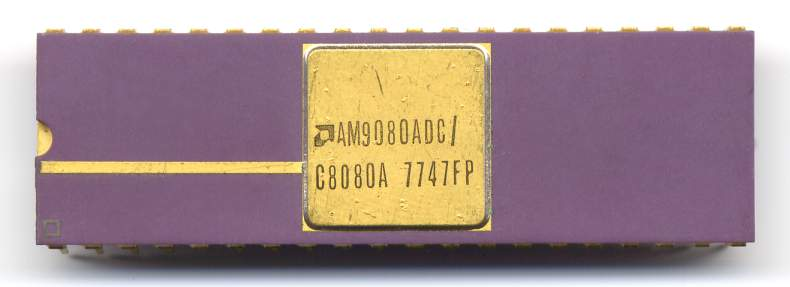
AMD Am9080.

 Am9080  je procesor vyráběný společností AMD. Byl vyráběn původně bez licence jako klon Intel 8080. Později byla dosažena s Intelem dohoda o jeho výrobě. První verze Am9080 byla dostupná v dubnu 1974. Tento procesor pracoval na frekvenci 2 MHz.